# Băbășești
Băbășești – wieś w Rumunii, w okręgu Satu Mare, w gminie Medieșu Aurit. W 2011 roku liczyła 657 mieszkańców. 